# Људи под степеницама
Људи под степеницама (енгл. The People Under the Stairs) је амерички хорор филм из 1991. године, режисера и сценаристе Веса Крејвена, са Брендоном Адамсом, Еверетом Макгилом, Венди Роби, Вингом Рејмсом и Билом Кобсом у главним улогама. Радња прати дечака који са још двојицом лопова проваљује у кућу породице Робсон, како би им украли вредну колекцију новчића, али уместо тога откривају њихову мрачну тајну.
Крејвен је тврдио да су Људи под степеницама делимично инспирисан новинским чланком из 1970-их, у коме је писало да су двојица лопова провалила у једну кућу у Лос Анђелесу, што је проузроковало да полиција открије да је брачни пар оставио своју децу закључану у кући. Филм је имао изненађујући комерцијални успех и изазвао је генерално позитивне реакције публике и критичара. Крејвен је за овај филм награђен у категорији најбољег редитеља на филмским фестивалима у Бриселу и Аворији, док је Адамс био номинован за Награду Сатурн за најбољег младог глумца.

## Радња
Двојица одраслих лопова и један малолетник упадају у кућу у којој живе брат и сестра Робсон. Они отркивају да Робсонови у кући држе украдену децу и морају се борити с њима за своје животе.

## Улоге
| Глумац              | Улога                         |
| ------------------- | ----------------------------- |
| Брендон Адамс       | Поиндекстер „Будала” Вилијамс |
| Еверет Макгил       | Елдон Робсон „Тата”           |
| Венди Роби          | госпођа Робсон „Мама”         |
| Еј Џеј Лангер       | Алис Робсон                   |
| Винг Рејмс          | Лирој                         |
| Бил Кобс            | деда Букер                    |
| Кели Џо Минтер      | Руби Вилијамс                 |
| Шон Вејлен          | Роуч                          |
| Џереми Робертс      | Спенсер                       |
| Кони Мари Бразелтон | Мери                          |
| Џошуа Кокс          | млађи полицајац               |
| Џон Хостетер        | старији полицајац             |

## Потенцијални римејк и ТВ серија
Крејвен је једном приликом изјавио да би желео да уради римејк Људи под степеницама, Последње куће са леве стране и Шокера. Пошто се 2009. десио самосталан римејк Последње куће са леве стране, ова идеја је пала у воду. Међутим, Крејвен је 2015. изјавио да ради на истоименој ТВ серији за Syfy, али је и овај пројекат пао у воду након Крејвенове смрти те године.
Дана 30. октобра 2020. Колајдер је објавио да ће продуценти римејка бити Оскаровац Џордан Пил и његов сарадник Вин Розенфелд, под продукцијском кућом Јуниверсал пикчерс.